# Belisario (Goldoni)
Belisario è una tragicommedia in cinque atti in versi endecasillabi di Carlo Goldoni. Rappresentata per la prima volta nella sua forma definitiva il 27 novembre del 1734 nel Teatro San Samuele di Venezia, l'opera segnò il vero inizio della carriera teatrale del commediografo veneziano.
La tragicommedia nasce da una precedente commedia a braccio, messa in scena con esito disastroso a Milano dalla compagnia del capocomico Gaetano Casali. Su consiglio dello stesso attore, Goldoni trasformò la commedia in una tragicommedia. Nel frattempo, in fuga dalla Battaglia di Parma e trasferitosi a Verona, l'autore ebbe modo di far leggere l'opera al capocomico Giuseppe Imer, che decise di portarla a Venezia, dove riscosse un clamoroso successo (fu replicata fino al 14 dicembre, quindi ripresa a fine gennaio e replicata fino alla chiusura del Carnevale del 1735). Goldoni rimase a lavorare per il Teatro San Samuele fino al 1743.

## Trama
Costantinopoli. Belisario, generale dell’imperatore Giustiniano, viene accusato ingiustamente di aver tradito il suo sovrano.

## Poetica
Per Giuseppe Ortolani, questa tragedia a lieto fine si gioca tutto sullo scontro tra malvagità ed innocenza. Scrisse l'autore: I miei eroi erano uomini e non semidei, le loro passioni avevano quella parte di nobiltà ch'era conveniente al loro grado; ma facevano comparire l'umanità quale la conosciamo, non portando vizi e virtù a un eccesso immaginario.